# Fuerte de San Carlos del Apa
El fuerte de San Carlos del Apa fue una fortificación del Paraguay ubicada en la actual localidad de San Carlos en el departamento de Concepción, junto al río Apa en la frontera con el Brasil.

## Historia
Fue construido en 1794 por orden del gobernador del Paraguay, Joaquín de Alós y Bru, años después de la fundación de la Villa Real de la Concepción, en un pequeño cerro a escasos metros del río Apa, con el objeto de defender la región contra el avance de los bandeirantes y de los mbayáes aliados con los primeros. En agosto de 1794 el gobernador ordenó al comandante de Villa Real de Concepción, Luis Bernardo Ramírez enviar una expedición para fundar un fuerte a orillas del río Apa. La expedición de 70 hombres estuvo al mando de José Bolaños, quien escogió el lugar más apropiado al norte del río Apa (actual Mato Grosso del Sur) y levantó una empalizada de estacas rollizas. Construyeron además un cuartel de cuatro lances: dos de viviendas y un oratorio, uno de cocina y comedor y el otro de almacén.
El 26 de mayo de 1802 el gobernador Lázaro de Rivera ordenó al Comandante de Villa Real de Concepción, José Espínola, el traslado del fuerte a la orilla sur del río Apa (en el Paraguay), para resguardarlo de los ataques de los portugueses y de los mbayáes. La obra de reedificación comenzó el 8 de enero de 1804, finalizando el 18 de julio de 1806.
En 1823 Gaspar Rodríguez de Francia ordenó al Comandante de Concepción la restauración del fuerte, utilizándose piedras, ladrillos y tejas. Al año siguiente se finalizó la restauración.
En 1855 el presidente Carlos Antonio López ordenó su evacuación. En ese entonces existían otros pequeños fuertes en la región: Fuerte de Dos Bocas; Fuerte de Itaquí del Río Apa; Fuerte del Río Apa; Fuerte de Observación del Río Apa, Fuerte Quien Vive del Río Apa y Nuevo Fuerte del Apa.
Durante la Guerra de la Triple Alianza se libraron varias batallas en el lugar, en 1867, el coronel Urbieta derrotó a las tropas brasileñas y de este modo, recuperó el mando del fortín.
Según el informe del capitán de Fragata, Domingo Antonio Ortíz, en 1872:

(...) Fuerte de San Carlos está destruido en su parte débil, con instrumento de hierro, y la parte de sus murallas están intactas. Los cuarteles de adentro y el oratorio se hallan destruidos por medio del incendio que destruyó los techados.

El fuerte fue restaurado en 1980.